# Joaquim Domingues de Oliveira
Joaquim Domingues de Oliveira (Vila Nova de Gaia, 4 de dezembro de 1878 — Florianópolis, 18 de maio de 1967) foi um bispo católico luso-brasileiro.
Filho do capitão Joaquim Domingues de Oliveira Belleza e de Joaquina da Silva Mota. Seu nome completo deve ter sido igual ao do pai, mas teria suprimido o último sobrenome por achar que "não ficava bem o sobrenome Belleza para um religioso...".
Foi ainda menino com sua família para o Brasil, para a cidade de São Paulo. Completou seus estudos primários em escolas públicas; o secundário fez no Liceu Coração de Jesus, onde teria despertada sua vocação religiosa.
Fez os exames preparatórios na Faculdade de Direito de São Paulo e matriculou-se na Faculdade de Medicina do Rio de Janeiro, mais para agradar ao pai. Mas, antes de iniciar o curso, matriculou-se no Seminário Episcopal de São Paulo em 1898.
Em 21 de dezembro de 1901 foi ordenado sacerdote. No dia seguinte celebrou sua primeira missa na Capela da Beneficência Portuguesa.
No ano seguinte à sua ordenação, foi nomeado professor do Seminário Diocesano e capelão da Capela de São João Batista. Em 8 de outubro de 1905, aconselhado pelo Arcebispo do Rio de Janeiro, foi à Roma para concluir seus estudos de Direito Canônico.
Volta a São Paulo depois de 1907, após ter recebido o título de "Doctor sive magister" em Direito Canônico.
Foi nomeado bispo em 2 de abril de 1914 e empossado em 7 de setembro do mesmo ano, para a então diocese de Florianópolis, elevada a Arquidiocese de Florianópolis em 17 de janeiro de 1927, tendo sido seu primeiro arcebispo.
Em 29 de abril de 1967 ocupou a cadeira 22 da Academia Catarinense de Letras.
Foi velado no Palácio Cruz e Sousa e sepultado com honras militares na Catedral Metropolitana de Florianópolis.

## Ordenações

### Ordenações presbíteros
- Dom Jaime de Barros Câmara (1920)

### Ordenações episcopais
Dom Joaquim foi celebrante principal de:
- Dom Daniel Henrique Hostin, O.F.M. (1929)
- Dom Jaime de Barros Câmara (1936)
- Dom Felício César da Cunha Vasconcellos, O.F.M. (1949)
- Dom Gregório Warmeling (1957)
- Dom Afonso Niehues (1959)

Dom Joaquim foi concelebrante de:
- Dom Wilson Laus Schmidt (1957)